# María Cristina López Stewart
María Cristina López Stewart fue una estudiante de Historia de la Universidad de Chile, que militaba en el MIR, detenida por agentes de la DINA el 23 de septiembre de 1974. Su nombre forma parte de la Operación Colombo. Tenía 21 años a la fecha de la detención, es una de las mujeres detenidas desaparecidas de la dictadura militar en Chile 

## Una estudiante de Historia es detenida por la DINA
'María Cristina López nació en Santiago de Chile el 23 de noviembre de 1952, era la menor de cuatro hermanas. Estudió en el Liceo 7, en su adolescencia muestra una marcada rebeldía contra la desigualdad que ve entre sus compañeras de clase y busca la sencillez en su vestimenta como forma para acercarse a las que no tenían recursos económicos. Una muestra de ello es cuando al llegar a su graduación pidió hacerla con el uniforme del liceo y no con un vestido blanco, que consideraba un gasto innecesario, en respuesta los directivos del liceo no se lo permitieron y María Cristina no asistió a su graduación, retirando su diploma tiempo después.
En la Universidad de Chile ingresa a estudiar la carrera de Historia y Geografía. Ingresó al MIR, donde es conocida con el alias de La Chica Alejandra. Durante su militancia en el MIR tiene la oportunidad de trabajar en las poblaciones. El 23 de septiembre de 1974 fue detenida por agentes de la DINA junto con sus compañeros de residencia, Rosalía Martínez Cereceda y su esposo y trasladados al centro de detención de la DINA de José Domingo Cañas. Los testimonios de ex presos políticos en este centro de detención confirman que María Cristina López  estuvo allí detenida. El actor Edmundo Lebrecht, que fue ingresado a José Domingo Cañas una semana después de la detención de María Cristina la vio allí y conversó con ella hasta que salió del lugar el 3 de noviembre de 1974. Marta Caballero estuvo detenida en José Domingo Cañas con María Cristina entre los días 4 y 10 de octubre de 1974.

## Operación Colombo
Meses después de la desaparición de María Cristina López Stewart, su nombre fue incluido en la nómina que publicó el diario brasileño "O'DIA" y la revista argentina “VEA”, que reprodujeron medios nacionales el 25 de julio de 1974, dando cuenta de supuestos enfrentamientos y en los cuales habrían muerto 119 chilenos. Ambas publicaciones fueron un montaje, los nombres que componían esta lista, corresponden todos a personas que fueron detenidas por la dictadura y que continúan desaparecidas. Jacqueline fue parte del listado de 119 chilenos que son parte del montaje comunicacional denominado Operación Colombo.

## Informe Rettig
Familiares de María Cristina López Stewart presentaron su caso ante la Comisión Rettig, Comisión de Verdad que tuvo la misión de calificar casos de detenidos desaparecidos y ejecutados durante la dictadura. Sobre el caso de María Cristina, el Informe Rettig señaló que:

“El 22 de septiembre de 1974, en su domicilio de la comuna de las Condes, fue detenida por agentes de la DINA la militante del MIR María Cristina LOPEZ STEWART.  Junto con ella fueron detenidos los integrantes de un matrimonio que vivía en el mismo lugar y que fueron liberados tiempo después.
La detenida fue llevada al recinto de José Domingo Cañas donde fue vista por última vez.
La Comisión está convencida de que su desaparición fue obra de agentes del Estado, quienes violaron así sus derechos humanos”.

## Proceso judicial en democracia
El caso de María Cristina López Stewart fue investigado por el ministro Hernán Crisosto Greisse. El 29 de junio del 2015, el magistrado en la causa rol 2182-98, dictó sentencia de primera instancia en la que condenó a 28 exagentes de la Dirección de Inteligencia Nacional (DINA) por su responsabilidad en el delito de secuestro calificado de la estudiante de historia, quien estuvo recluida en el centro de detención clandestina conocido como "Cuartel Ollagüe", desde donde se pierde sus rastro.
En ministro Hernán Crisosto condenó como autores del delito a los exagentes de la DINA: Manuel Contreras Sepúlveda, César Manríquez Bravo, Pedro Espinoza Bravo, Marcelo Moren Brito y Miguel Krassnoff Martchenko, a penas de 15 años de prisión.
Además condenó a cumplir 10 años de prisión, también en calidad de autores, los agentes: Manuel Carevic Cubillos, Basclay Zapata Reyes, Ricardo Lawrence Mires, Gerardo Godoy García, Ciro Torré Sáez, Nelson Paz Bustamante, Gerardo Meza Acuña, José Ojeda Obando, Nelson Ortiz Vignolo, Claudio Pacheco Fernández, Hermon Alfaro Mundaca, Raúl Rodríguez Ponte, José Aravena Ruiz, José Fuentealba Saldías, Francisco Ferrer Lima, Fernando Lauriani Maturana y Rosa Ramos Hernández.
Como cómplices deberán cumplir 4 años de prisión: Armando Cofré Correa, José Mora Diocares, Moisés Campos Figueroa, Óscar la Flor Flores, Sergio Díaz Lara y Roberto  Rodríguez Manquel. En tanto, fueron absueltos por falta de participación los exagentes: Rudeslindo Urrutia Jorquera y Orlando Manzo Durán.
Según los antecedentes recopilados en la etapa de investigación, el magistrado dio por acreditados los siguientes hechos: "En horas de la madrugada del día 23 de septiembre de 1974, María Cristina López Stewart, de 21 años, estudiante de Historia y Geografía de la Universidad de Chile, militante del Movimiento de Izquierda Revolucionaria (MIR), fue detenida, por agentes pertenecientes a la Dirección Nacional de Inteligencia (DINA) quienes la trasladaron en una camioneta hasta el recinto de detención clandestino de la DINA denominado "Ollagüe" ubicado en calle José Domingo Cañas N° 1367, de la comuna de Ñuñoa”.
El 9 de septiembre de 2016 la Corte de Apelaciones de Santiago ratificó la sentencia de primera instancia dictada por el ministro Hernán Crisosto por la desaparición de María Cristina López Stewart. En fallo unánime la Sexta Sala ratificó las condenas de prisión para 26 exagentes de la DINA. Además el tribunal de alzada elevó a 10 años de prisión la pena que deberán purgar Armando Segundo Cofré Correa, José Jaime Mora Diocares y Moisés Paulino Campos, como autores de secuestro calificado. Asimismo, se aumentó a 5 años y un día de prisión las penas para Óscar Belarmino la Flor Flores, Sergio Iván Díaz Lara y Roberto Hernán Rodríguez Manquel, en calidad de cómplices.
Además, el tribunal confirmó las penas de 15 años de prisión para César Manríquez Bravo, Pedro Octavio Espinoza Bravo y Miguel Krassnoff Martchenko, por su responsabilidad como autores; y ratificó los 10 años para los agentes Manuel Andrés Carevic Cubillos, Basclay Humberto Zapata Reyes, Ricardo Víctor Lawrence Mires, Gerardo Ernesto Godoy García, Ciro Ernesto Torré Sáez, Nelson Alberto Paz Bustamante, Gerardo Meza Acuña, José Alfonso Ojeda Obando, Nelson Aquiles Ortiz Vignolo, Claudio Enrique Pacheco Fernández, Hermon Helec Alfaro Mundaca, Raúl Juan Rodríguez Ponte, José Abel Aravena Ruiz, José Nelson Fuentealba Saldías, Francisco Maximiliano Ferrer Lima, Fernando Eduardo Lauriani Maturana y Rosa Humilde Ramos Hernández, también en calidad de autores.
La Corte Suprema, el 7 de agosto de 2018, ratificó la sentencia dictada por el magistrado Hernán Crisosto Greisse. la Sala Penal del máximo tribunal integrada por los ministros Milton Juica, Carlos Künsemüller, Lamberto Cisternas, Manuel Antonio Valderrama y Jorge Dahm, condenó a César Manríquez Bravo, Pedro Espinoza Bravo y Miguel Krasnoff Martchenko a penas de 15 años de prisión como autores del secuestro calificado de María Cristina López Stewart, víctima de la de la denominada "Operación Colombo". En tanto, los agentes Manuel Carevic Cubillos, Ricardo Lawrence Mires, Gerardo Godoy García, Ciro Torré Sáez, Nelson Paz Bustamante, Gerardo Meza Acuña, José Ojeda Obando, Nelson Ortiz Vignolo, Claudio Pacheco Fernández, Hermon Alfaro Mundaca, Raúl Rodríguez Ponte, José Aravena Ruiz, José Fuentealba Saldías, Francisco Ferrer Lima, Fernando Lauriani Maturana, Armando Cofré Correa, José Mora Diocares, Moisés Campos Figueroa y Rosa Humilde Ramos Hernández deberán purgar 10 años de prisión, por su responsabilidad como autores del delito. En la causa, resultaron absueltos por falta de participación en los hechos Óscar La Flor Flores, Sergio Díaz Lara, Roberto Rodríguez Manquel, Rudeslindo Urrutia Jorquera y Orlando Manzo Durán.